# Spengler Cup 1952
Der Spengler Cup 1952 (französisch Coupe Spengler 1952) war die 27. Auflage des gleichnamigen Wettbewerbs und fand vom 27. bis 31. Dezember 1952 im Schweizer Luftkurort Davos statt. Als Spielstätte fungierte das dortige Eisstadion.
Es siegte erstmals der EV Füssen, der im Finalspiel durch einen 5:4-Sieg in der Verlängerung über den Zürcher SC das Turnier gewann. Für die Bayern war es der erste Turniersieg am Spengler Cup und der erste einer deutschen Mannschaft seit dem Jahr 1928, als der Berliner SC seinen letzten von insgesamt drei Titeln gewann. Der EV Füssen holte in den Schlussminuten der Partie einen Rückstand von drei Toren auf und siegte schliesslich durch einen Treffer von Georg Guggemos.
Der Vorjahressieger und Gastgeber HC Davos erreichte die Finalspiele nach zwei Niederlagen als Gruppenletzter der Vorrunde nicht. Ebenso musste sich der Vorjahresfinalist Preussen Krefeld mit dem vierten Rang begnügen.

## Modus
Die sechs teilnehmenden Teams spielten zunächst in zwei Vorrundengruppen à drei Teams in einer Einfachrunde im Modus «jeder gegen jeden», so dass jede Mannschaft zunächst zwei Spiele bestritt, die Platzierungen nach Punkten aus. Die beiden Gruppenersten qualifizierten sich direkt für den Final und ermittelten den Turniersieger, während die beiden Gruppenzweiten das Spiel um den dritten Platz absolvierten.

## Turnierverlauf

### Vorrunde
Gruppe A
| Dezember 1952 | Preussen Krefeld | 2:11 (0:5, 0:2, 2:4) | Zürcher SC | Eisstadion, Davos |

| Dezember 1952 | HC Diavoli Rossoneri Milano | 2:12 (1:5, 0:2, 1:5) | Zürcher SC | Eisstadion, Davos |

| Dezember 1952 | HC Diavoli Rossoneri Milano | 8:9 (1:2, 3:5, 4:2) | Preussen Krefeld | Eisstadion, Davos |

| Pl. |                             | Sp | S | U | N | Tore  | Punkte |
| --- | --------------------------- | -- | - | - | - | ----- | ------ |
| 1.  | Zürcher SC                  | 2  | 2 | 0 | 0 | 23:04 | 4:0    |
| 2.  | Preussen Krefeld            | 2  | 1 | 0 | 1 | 11:19 | 2:2    |
| 3.  | HC Diavoli Rossoneri Milano | 2  | 0 | 0 | 2 | 10:21 | 0:4    |

Gruppe B
| Dezember 1952 | HC Davos | 2:6 (1:1, 1:3, 0:2) | HC Neuchâtel Young Sprinters | Eisstadion, Davos |

| Dezember 1952 | HC Davos | 6:8 (3:2, 1:3, 2:3) | EV Füssen | Eisstadion, Davos |

| Dezember 1952 | HC Neuchâtel Young Sprinters | 2:3 (2:0, 0:1, 0:2) | EV Füssen | Eisstadion, Davos |

| Pl. |                              | Sp | S | U | N | Tore  | Punkte |
| --- | ---------------------------- | -- | - | - | - | ----- | ------ |
| 1.  | EV Füssen                    | 2  | 2 | 0 | 0 | 11:08 | 4:0    |
| 2.  | HC Neuchâtel Young Sprinters | 2  | 1 | 0 | 1 | 08:05 | 2:2    |
| 3.  | HC Davos                     | 2  | 0 | 0 | 2 | 08:14 | 0:4    |

### Finalrunde
Spiel um Platz 3
| Dezember 1952 | HC Neuchâtel Young Sprinters | 8:0 (3:0, 2:0, 3:0) | Preussen Krefeld | Eisstadion, Davos |

Final
| 31. Dezember 1952 | Zürcher SC | 4:5 n. V. (1:0, 2:0, 1:4, 0:1) | EV Füssen | Eisstadion, Davos |